# Рівняння електромагнітної хвилі
Рівняння електромагнітної хвилі - це диференціальне рівняння з частковими похідними другого порядку, за допомогою якого можна описати поширення електромагнітних хвиль у середовищі або у вакуумі . Це тривимірна форма хвильового рівняння . Однорідна форма рівняння, записана через електричне поле E або магнітне поле B, має вигляд:
{\displaystyle {\begin{aligned}\left(v_{ph}^{2}\nabla ^{2}-{\frac {\partial ^{2}}{\partial t^{2}}}\right)\mathbf {E} &=\mathbf {0} \\\left(v_{ph}^{2}\nabla ^{2}-{\frac {\partial ^{2}}{\partial t^{2}}}\right)\mathbf {B} &=\mathbf {0} \end{aligned}}}
де
{\displaystyle v_{ph}={\frac {1}{\sqrt {\mu \varepsilon }}}}
- швидкість світла (тобто фазова швидкість ) у середовищі з магнітною проникністю μ та діелектричною проникністю ε, а ∇2 - оператор Лапласа . У вакуумі vph = c0 = 299,792,458 метрів на секунду - основна фізична стала .  Рівняння електромагнітної хвилі випливає з рівнянь Максвелла . У більшості старих літературних джерел B називають густиною магнітного потоку або магнітною індукцією .

## Походження рівняння електромагнітної хвилі

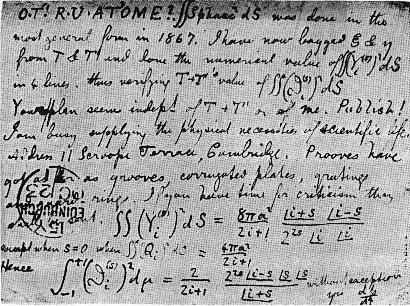
Листівка від Максвелла до Пітера Тейта.

У своїй статті 1865 року під назвою «Динамічна теорія електромагнітного поля» Максвелл використав виправлення до циркулярного закону Ампера, яке він вніс у частину III статті 1861 року « Про фізичні сили». У частині VI своєї роботи 1864 року, під назвою "Електромагнітна теорія світла"  Максвелл поєднав струм переміщення з деякими іншими рівняннями електромагнетизму, і отримав хвильове рівняння зі швидкістю, що дорівнює швидкості світла. Він прокоментував:
Узгодженість результатів, здається, показує, що світло і магнетизм - це вплив однієї і тієї ж речовини, і що світло - це електромагнітне збурення, що поширюється полем відповідно до електромагнітних законів. 
Висновок Максвелла про рівняння електромагнітних хвиль  було замінено у сучасній фізичній освіті набагато менш громіздким методом, що передбачає поєднання виправленої версії закону Ампера з законом Індукції Фарадея .
Щоб отримати рівняння електромагнітної хвилі у вакуумі за допомогою сучасних методів, ми почнемо з сучасної форми рівнянь Максвелла у формі " Хевісайда" . У просторі без вакууму та заряду ці рівняння:
{\displaystyle {\begin{aligned}\nabla \cdot \mathbf {E} &=0\\\nabla \times \mathbf {E} &=-{\frac {\partial \mathbf {B} }{\partial t}}\\\nabla \cdot \mathbf {B} &=0\\\nabla \times \mathbf {B} &=\mu _{0}\varepsilon _{0}{\frac {\partial \mathbf {E} }{\partial t}}\\\end{aligned}}}
Це загальні рівняння Максвелла, спеціалізовані для випадку із зарядом і струмом, що дорівнюють нулю. Прийняття вихрів рівнянь завитки дає:
{\displaystyle {\begin{aligned}\nabla \times \left(\nabla \times \mathbf {E} \right)&=\nabla \times \left(-{\frac {\partial \mathbf {B} }{\partial t}}\right)=-{\frac {\partial }{\partial t}}\left(\nabla \times \mathbf {B} \right)=-\mu _{0}\varepsilon _{0}{\frac {\partial ^{2}\mathbf {E} }{\partial t^{2}}}\\\nabla \times \left(\nabla \times \mathbf {B} \right)&=\nabla \times \left(\mu _{0}\varepsilon _{0}{\frac {\partial \mathbf {E} }{\partial t}}\right)=\mu _{0}\varepsilon _{0}{\frac {\partial }{\partial t}}\left(\nabla \times \mathbf {E} \right)=-\mu _{0}\varepsilon _{0}{\frac {\partial ^{2}\mathbf {B} }{\partial t^{2}}}\end{aligned}}}
Ми можемо використовувати векторну ідентичність
{\displaystyle \nabla \times \left(\nabla \times \mathbf {V} \right)=\nabla \left(\nabla \cdot \mathbf {V} \right)-\nabla ^{2}\mathbf {V} }
де V - будь-яка векторна функція простору. І
{\displaystyle \nabla ^{2}\mathbf {V} =\nabla \cdot \left(\nabla \mathbf {V} \right)}
де ∇V - діада, яка при дії оператора розбіжності ∇ ⋅ дає вектор. Оскільки
{\displaystyle {\begin{aligned}\nabla \cdot \mathbf {E} &=0\\\nabla \cdot \mathbf {B} &=0\end{aligned}}}
тоді перший доданок справа в тотожності зникає, і ми отримуємо хвильові рівняння:
{\displaystyle {\begin{aligned}{\frac {1}{c_{0}^{2}}}{\frac {\partial ^{2}\mathbf {E} }{\partial t^{2}}}-\nabla ^{2}\mathbf {E} &=0\\{\frac {1}{c_{0}^{2}}}{\frac {\partial ^{2}\mathbf {B} }{\partial t^{2}}}-\nabla ^{2}\mathbf {B} &=0\end{aligned}}}
де
{\displaystyle c_{0}={\frac {1}{\sqrt {\mu _{0}\varepsilon _{0}}}}=2.99792458\times 10^{8}\;{\textrm {m/s}}}
- швидкість світла у вільному просторі.

## Коваріантна форма однорідного хвильового рівняння
Ці релятивістські рівняння можна записати у противаріантній формі як
{\displaystyle \Box A^{\mu }=0}
де електромагнітний чотирипотенціал
{\displaystyle A^{\mu }=\left({\frac {\phi }{c}},\mathbf {A} \right)}
з каліброваною умовою Лоренца :
{\displaystyle \partial _{\mu }A^{\mu }=0,}
і де
{\displaystyle \Box =\nabla ^{2}-{\frac {1}{c^{2}}}{\frac {\partial ^{2}}{\partial t^{2}}}}
є оператором д'Аламбера.

## Однорідне хвильове рівняння в криволінійному просторі-часі
Рівняння електромагнітної хвилі модифікується двома способами, похідна замінюється коваріантною похідною і з'являється новий доданок, який залежить від кривизни.
{\displaystyle -{A^{\alpha ;\beta }}_{;\beta }+{R^{\alpha }}_{\beta }A^{\beta }=0}
де {\displaystyle \scriptstyle {R^{\alpha }}_{\beta }} є тензором кривизни Річчі, а крапка з комою вказує на коваріантну диференціацію.
Припускається узагальнення каліброваної умови Лоренца в кривому просторі-часі:
{\displaystyle {A^{\mu }}_{;\mu }=0.}

## Рівняння неоднорідної електромагнітної хвилі
Локалізовані в часі змінні густини заряду і струму можуть виступати джерелами електромагнітних хвиль у вакуумі. Рівняння Максвелла можна записати у вигляді хвильового рівняння з джерелами. Додавання джерел до хвильових рівнянь робить диференціальні рівняння з частинними похідними неоднорідними.

## Рішення однорідного рівняння електромагнітної хвилі
Загальним рішенням рівняння електромагнітної хвилі є лінійна суперпозиція хвиль виду
{\displaystyle \mathbf {E} (\mathbf {r} ,t)=g(\phi (\mathbf {r} ,t))=g(\omega t-\mathbf {k} \cdot \mathbf {r} )}
{\displaystyle \mathbf {B} (\mathbf {r} ,t)=g(\phi (\mathbf {r} ,t))=g(\omega t-\mathbf {k} \cdot \mathbf {r} )}
для практично будь -якої належної функції g безрозмірного аргументу φ, де ω - кутова частота (у радіанах за секунду), а k = (kx, ky, kz) - хвильовий вектор (у радіанах на метр).
Хоча функція g може бути і часто є монохроматичною синусоїдою, вона не повинна бути синусоїдальною або навіть періодичною. На практиці g не може мати нескінченну періодичність, оскільки будь-яка реальна електромагнітна хвиля завжди повинна мати кінцевий ступінь у часі та просторі. Як результат, на основі теорії розкладання Фур'є, реальна хвиля повинна складатися з суперпозиції нескінченного набору синусоїдальних частот.
Крім того, для дійсного рішення хвильовий вектор і кутова частота не є незалежними; вони повинні дотримуватися дисперсійного відношення :
{\displaystyle k=|\mathbf {k} |={\omega  \over c}={2\pi  \over \lambda }}
де k - число хвилі, а λ - довжина хвилі . Змінна c може бути використана в цьому рівнянні лише тоді, коли електромагнітна хвиля знаходиться у вакуумі.

### Монохроматичний, синусоїдальний стаціонарний стан
Найпростіший набір рішень хвильового рівняння випливає з припущення синусоїдальних сигналів однієї частоти у відокремлюваній формі:
{\displaystyle \mathbf {E} (\mathbf {r} ,t)=\Re \left\{\mathbf {E} (\mathbf {r} )e^{i\omega t}\right\}}
де
i - уявна одиниця ,
ω = 2π f - кутова частота в радіанах за секунду ,
 f - частота в герцах, і
{\displaystyle \scriptstyle e^{i\omega t}=\cos(\omega t)+i\sin(\omega t)} - формула Ейлера .

### Рішення плоских хвиль
Розглянемо площину, визначену одиничним нормальним вектором
{\displaystyle \mathbf {n} ={\mathbf {k}  \over k}.}
Тоді площинні хвильові розв'язки хвильових рівнянь є
{\displaystyle \mathbf {E} (\mathbf {r} )=\mathbf {E} _{0}e^{-i\mathbf {k} \cdot \mathbf {r} }}
{\displaystyle \mathbf {B} (\mathbf {r} )=\mathbf {B} _{0}e^{-i\mathbf {k} \cdot \mathbf {r} }}
де r = (x, y, z) - вектор положення (у метрах).
Ці рішення представляють плоскі хвилі, що рухаються в напрямку нормального вектора n . Якщо визначити напрямок z як напрямок n . і напрям x як напрямок E, тоді за законом Фарадея магнітне поле лежить в напрямку y і пов'язане з електричним полем відношенням
{\displaystyle c^{2}{\partial B \over \partial z}={\partial E \over \partial t}.}
Оскільки розбіжності електричного та магнітного полів дорівнюють нулю, полів у напрямку розповсюдження немає.
Це рішення є лінійно поляризованим рішенням хвильових рівнянь. Існують також циркулярно поляризовані розчини, в яких поля обертаються навколо нормального вектора.

### Спектральне розкладання
Через лінійність рівнянь Максвелла у вакуумі розчини можна розкласти на суперпозицію синусоїд . Це основа для методу перетворення Фур'є для розв'язку диференціальних рівнянь. Синусоїдальний розчин рівняння електромагнітної хвилі набуває вигляду
{\displaystyle \mathbf {E} (\mathbf {r} ,t)=\mathbf {E} _{0}\cos(\omega t-\mathbf {k} \cdot \mathbf {r} +\phi _{0})}
{\displaystyle \mathbf {B} (\mathbf {r} ,t)=\mathbf {B} _{0}\cos(\omega t-\mathbf {k} \cdot \mathbf {r} +\phi _{0})}
де
t - час (у секундах),
ω - кутова частота (в радіанах за секунду),
k = (kx, ky, kz) - хвильовий вектор (в радіанах на метр), і
{\displaystyle \scriptstyle \phi _{0}} - фазовий кут (у радіанах).
Хвильовий вектор пов'язаний з кутовою частотою на
{\displaystyle k=|\mathbf {k} |={\omega  \over c}={2\pi  \over \lambda }}
де k - число хвилі, а λ - довжина хвилі .
Електромагнітний спектр - це графік величин поля (або енергій) як функції довжини хвилі.

### Багатополюсне розширення
Припускаючи, що монохроматичні поля змінюються в часі як {\displaystyle e^{-i\omega t}}, якщо використовувати рівняння Максвелла для усунення B, рівняння електромагнітної хвилі зводиться до рівняння Гельмгольца для E :
{\displaystyle (\nabla ^{2}+k^{2})\mathbf {E} =0,\,\mathbf {B} =-{\frac {i}{k}}\nabla \times \mathbf {E} ,}
з k = ω / c, як зазначено вище. Як варіант, можна виключити E на користь B щоб отримати:
{\displaystyle (\nabla ^{2}+k^{2})\mathbf {B} =0,\,\mathbf {E} =-{\frac {i}{k}}\nabla \times \mathbf {B} .}
Загальне електромагнітне поле з частотою ω можна записати як суму розв’язків цих двох рівнянь. Тривимірні рішення рівняння Гельмгольца можна виразити як розкладання сферичних гармонік з коефіцієнтами, пропорційними сферичним функціям Бесселя . Однак застосування цього розширення до кожної векторної складової E або B дасть рішення, які загалом не мають розбіжностей ( ∇ · E = ∇ · B = 0 ), а отже, вимагають додаткових обмежень на коефіцієнти.
Багатополюсне розширення обходить цю складність, розширюючи не E або B, а r · E або r · B в сферичні гармоніки. Ці розширення все ще вирішують вихідні рівняння Гельмгольца для E та B оскільки для поля, що не розходиться, F, ∇2 (r · F) = r · (∇2 F) . Отримані вирази для загального електромагнітного поля є:
{\displaystyle \mathbf {E} =e^{-i\omega t}\sum _{l,m}{\sqrt {l(l+1)}}\left[a_{E}(l,m)\mathbf {E} _{l,m}^{(E)}+a_{M}(l,m)\mathbf {E} _{l,m}^{(M)}\right]}
{\displaystyle \mathbf {B} =e^{-i\omega t}\sum _{l,m}{\sqrt {l(l+1)}}\left[a_{E}(l,m)\mathbf {B} _{l,m}^{(E)}+a_{M}(l,m)\mathbf {B} _{l,m}^{(M)}\right]} ,
де {\displaystyle \mathbf {E} _{l,m}^{(E)}} і {\displaystyle \mathbf {B} _{l,m}^{(E)}} - електричні багатополюсні поля порядку (l, m), і {\displaystyle \mathbf {E} _{l,m}^{(M)}} і {\displaystyle \mathbf {B} _{l,m}^{(M)}} - відповідні магнітні багатополюсні поля, а aE(l, m) та aM(l, m) - коефіцієнти розширення. Багатополюсні поля задаються
{\displaystyle \mathbf {B} _{l,m}^{(E)}={\sqrt {l(l+1)}}\left[B_{l}^{(1)}h_{l}^{(1)}(kr)+B_{l}^{(2)}h_{l}^{(2)}(kr)\right]\mathbf {\Phi } _{l,m}}
{\displaystyle \mathbf {E} _{l,m}^{(E)}={\frac {i}{k}}\nabla \times \mathbf {B} _{l,m}^{(E)}}
{\displaystyle \mathbf {E} _{l,m}^{(M)}={\sqrt {l(l+1)}}\left[E_{l}^{(1)}h_{l}^{(1)}(kr)+E_{l}^{(2)}h_{l}^{(2)}(kr)\right]\mathbf {\Phi } _{l,m}}
{\displaystyle \mathbf {B} _{l,m}^{(M)}=-{\frac {i}{k}}\nabla \times \mathbf {E} _{l,m}^{(M)}} ,
де h l (1,2) ( x ) - сферичні функції Ганкеля, E l (1,2) та B l (1,2) визначаються граничними умовами, і
{\displaystyle \mathbf {\Phi } _{l,m}={\frac {1}{\sqrt {l(l+1)}}}(\mathbf {r} \times \nabla )Y_{l,m}}
- векторні сферичні гармоніки, нормовані так, що
{\displaystyle \int \mathbf {\Phi } _{l,m}^{*}\cdot \mathbf {\Phi } _{l',m'}d\Omega =\delta _{l,l'}\delta _{m,m'}.}
Багатополюсне розширення електромагнітного поля знаходить застосування в ряді проблем, що включають сферичну симетрію, наприклад, діаграми випромінювання антен або ядерний гамма-розпад . У цих додатках часто цікавить потужність, що випромінюється в далекому полі . У цих регіонах поля E та B асимптотують до
{\displaystyle \mathbf {B} \approx {\frac {e^{i(kr-\omega t)}}{kr}}\sum _{l,m}(-i)^{l+1}\left[a_{E}(l,m)\mathbf {\Phi } _{l,m}+a_{M}(l,m)\mathbf {\hat {r}} \times \mathbf {\Phi } _{l,m}\right]}
{\displaystyle \mathbf {E} \approx \mathbf {B} \times \mathbf {\hat {r}} .}
Тоді кутовий розподіл усередненої за часом потужності випромінювання визначається як
{\displaystyle {\frac {dP}{d\Omega }}\approx {\frac {1}{2k^{2}}}\left|\sum _{l,m}(-i)^{l+1}\left[a_{E}(l,m)\mathbf {\Phi } _{l,m}\times \mathbf {\hat {r}} +a_{M}(l,m)\mathbf {\Phi } _{l,m}\right]\right|^{2}.}

## Дивитися також

### Теорія та експеримент
| - Рівняння Максвелла - Хвильове рівняння - Диференціальне рівняння з частинними похідними - Обчислювальний електромагнетизм - Електромагнітне випромінювання - Закон збереження електричного заряду - Світло - Електромагнітний спектр - Оптика | - Спеціальна теорія відносності - Загальна теорія відносності - Inhomogeneous electromagnetic wave equation - Photon polarization - Larmor power formula |

### Застосування
| - Rainbow - Реліктове випромінювання - Лазер - Інерційне утримання плазми - Фотографія - X-ray - Рентгеноструктурний аналіз - Радар | - Радіохвилі - Фотонний комп'ютер - Голографія - Мікроскоп - Телескоп - Гравітаційна лінза - Випромінювання чорного тіла |

### Біографії
| - Андре-Марі Ампер - Альберт Ейнштейн - Майкл Фарадей - Генріх Герц - Олівер Гевісайд - Джеймс Клерк Максвелл |

## Подальше читання

### Електромагнетизм

#### Журнальні статті
- Максвелл, Джеймс Клерк, " Динамічна теорія електромагнітного поля ", Філософські угоди Лондонського королівського товариства 155, 459-512 (1865). (Ця стаття супроводжувала презентацію Максвелла 8 грудня 1864 р. Перед Королівським товариством. )

#### Підручники для студентів
- Griffiths, David J. (1998). Introduction to Electrodynamics (3rd ed.). Prentice Hall. ISBN 0-13-805326-X.Griffiths, David J. (1998). Introduction to Electrodynamics (3rd ed.). Prentice Hall. ISBN 0-13-805326-X. Griffiths, David J. (1998). Introduction to Electrodynamics (3rd ed.). Prentice Hall. ISBN 0-13-805326-X.

#### Підручники вищого рівня
- Jackson, John D. (1998). Classical Electrodynamics (3rd ed.). Wiley. ISBN 0-471-30932-X.Jackson, John D. (1998). Classical Electrodynamics (3rd ed.). Wiley. ISBN 0-471-30932-X. Jackson, John D. (1998). Classical Electrodynamics (3rd ed.). Wiley. ISBN 0-471-30932-X.
- Ландау, Л.Д., Класична теорія полів ( Курс теоретичної фізики : Том 2), (Баттерворт-Хайнеман: Оксфорд, 1987).ISBN 0-08-018176-7 .
- Maxwell, James C. (1954). A Treatise on Electricity and Magnetism. Dover. ISBN 0-486-60637-6.Maxwell, James C. (1954). A Treatise on Electricity and Magnetism. Dover. ISBN 0-486-60637-6. Maxwell, James C. (1954). A Treatise on Electricity and Magnetism. Dover. ISBN 0-486-60637-6.
- Чарльз В. Міснер, Кіп С. Торн, Джон Арчібальд Вілер, Гравітація, (1970) WH Freeman, Нью-Йорк;ISBN 0-7167-0344-0 . (Надає трактування рівнянь Максвелла з точки зору диференціальних форм. )

### Векторні числення
- PC Matthews Vector Calculus, Springer 1998,ISBN 3-540-76180-2
- Х. М. Шей, Дів Град Керл і все таке: Неформальний текст про векторне числення, 4-е видання (WW Norton & Company, 2005)ISBN 0-393-92516-1 .